# Précy-Notre-Dame
Pour les articles homonymes, voir Précy (homonymie).
Précy-Notre-Dame est une commune française, située dans le département de l'Aube en région Grand Est.

## Géographie
|            | Lesmont             | Précy-Saint-Martin |
| Pel-et-Der | Précy-Notre-Dame    |                    |
|            | Blaincourt-sur-Aube | Épagne             |

Précy-Notre-Dame est une ville de France, située dans le département Aube, de la région Champagne-Ardenne.
Les habitants de Précy-Notre-Dame sont appelés les Cailloux de l'Ayot.
Les 77 habitants de la commune vivent sur une superficie de 5 km2 avec une densité de 15 habitants par km² et une moyenne d'altitude de 115 m.
Le cadastre de 1812 cite au territoire : Haut-Chemin, Fossés de Hautebert et Maligny.
Les villes voisines sont Précy-Saint-Martin, Pel-et-Der, Blaincourt-sur-Aube, Lesmont, Épagne.

### Hydrographie
La commune est dans la région hydrographique « la Seine de sa source au confluent de l'Oise (exclu) » au sein du bassin Seine-Normandie. Elle est drainée par l'Aube, le canal de Yon, le Fossé 04 de la commune de Précy-Notre-Dame et le Fossé 05 de la commune de Précy-Notre-Dame,.
L'Aube, d'une longueur de 249 km, prend sa source dans la commune d'Auberive et se jette  dans la Seine à Marcilly-sur-Seine, après avoir traversé 82 communes.

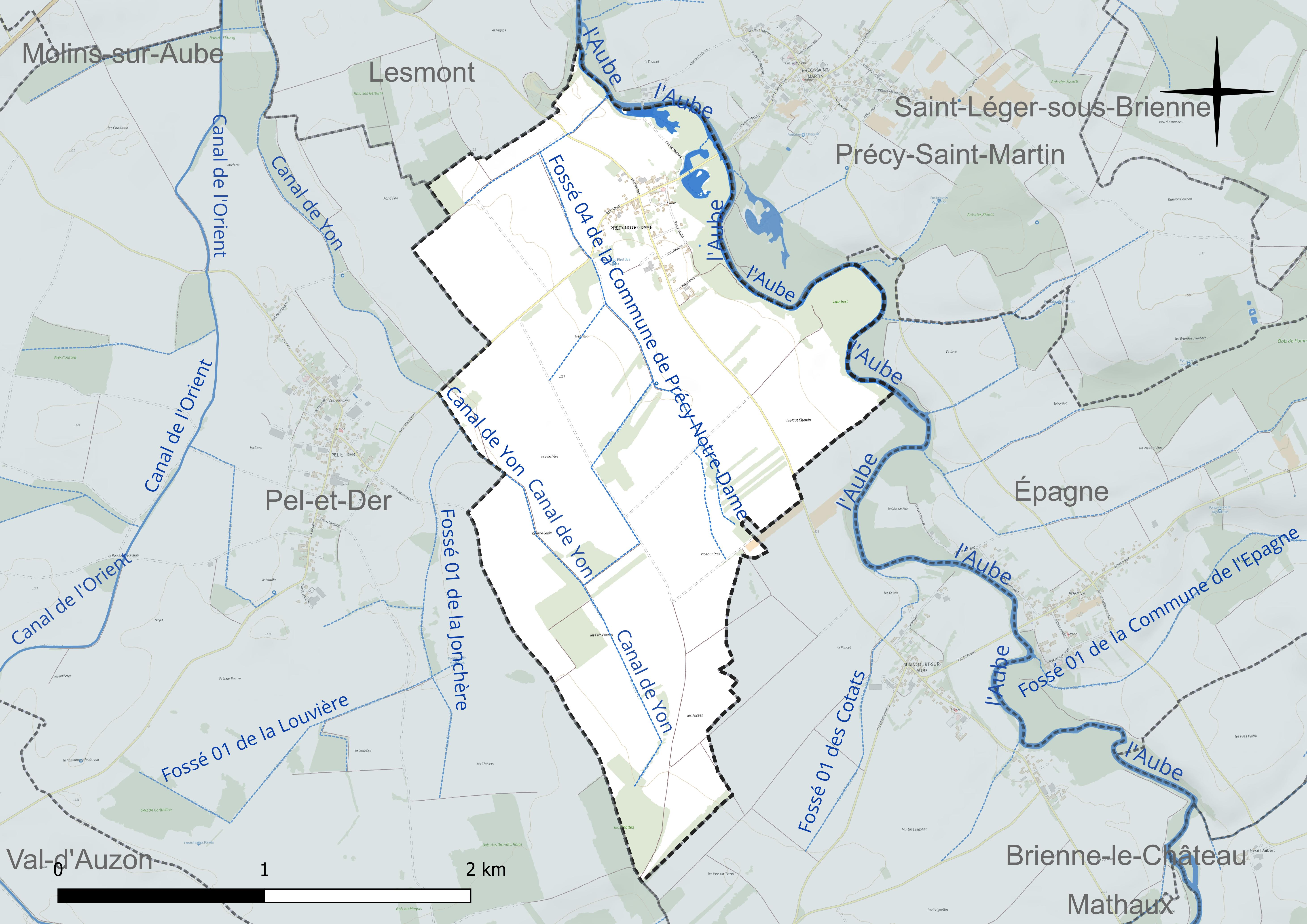
Réseau hydrographique de Précy-Notre-Dame.

### Climat
Pour des articles plus généraux, voir Climat du Grand Est et Climat de l'Aube.
En 2010, le climat de la commune est de type climat océanique dégradé des plaines du Centre et du Nord, selon une étude du Centre national de la recherche scientifique s'appuyant sur une série de données couvrant la période 1971-2000. En 2020, Météo-France publie une typologie des climats de la France métropolitaine dans laquelle la commune est exposée à un climat océanique altéré et est dans la région climatique Lorraine, plateau de Langres, Morvan, caractérisée par un hiver rude (1,5 °C), des vents modérés et des brouillards fréquents en automne et hiver.
Pour la période 1971-2000, la température annuelle moyenne est de 10,6 °C, avec une amplitude thermique annuelle de 15,8 °C. Le cumul annuel moyen de précipitations est de 752 mm, avec 12,1 jours de précipitations en janvier et 8,2 jours en juillet. Pour la période 1991-2020, la température moyenne annuelle observée sur la station météorologique de Météo-France la plus proche, « Mathaux-Étape », sur la commune de Mathaux à 5 km à vol d'oiseau, est de 11,5 °C et le cumul annuel moyen de précipitations est de 733,9 mm. 
La température maximale relevée sur cette station est de 41,5 °C, atteinte le 25 juillet 2019 ; la température minimale est de −18 °C, atteinte le 2 janvier 1997,,.
Les paramètres climatiques de la commune ont été estimés pour le milieu du siècle (2041-2070) selon différents scénarios d'émission de gaz à effet de serre à partir des nouvelles projections climatiques de référence DRIAS-2020. Ils sont consultables sur un site dédié publié par Météo-France en novembre 2022.

## Urbanisme

### Typologie
Au 1er janvier 2024, Précy-Notre-Dame est catégorisée commune rurale à habitat dispersé, selon la nouvelle grille communale de densité à 7 niveaux définie par l'Insee en 2022.
Elle est située hors unité urbaine. Par ailleurs la commune fait partie de l'aire d'attraction de Troyes, dont elle est une commune de la couronne,. Cette aire, qui regroupe 209 communes, est catégorisée dans les aires de 200 000 à moins de 700 000 habitants,.

### Occupation des sols
L'occupation des sols de la commune, telle qu'elle ressort de la base de données européenne d’occupation biophysique des sols Corine Land Cover (CLC), est marquée par l'importance des territoires agricoles (88 % en 2018), une proportion identique à celle de 1990 (88 %). La répartition détaillée en 2018 est la suivante : 
terres arables (82,2 %), forêts (12 %), zones agricoles hétérogènes (5,8 %). L'évolution de l’occupation des sols de la commune et de ses infrastructures peut être observée sur les différentes représentations cartographiques du territoire : la carte de Cassini (XVIIIe siècle), la carte d'état-major (1820-1866) et les cartes ou photos aériennes de l'IGN pour la période actuelle (1950 à aujourd'hui).

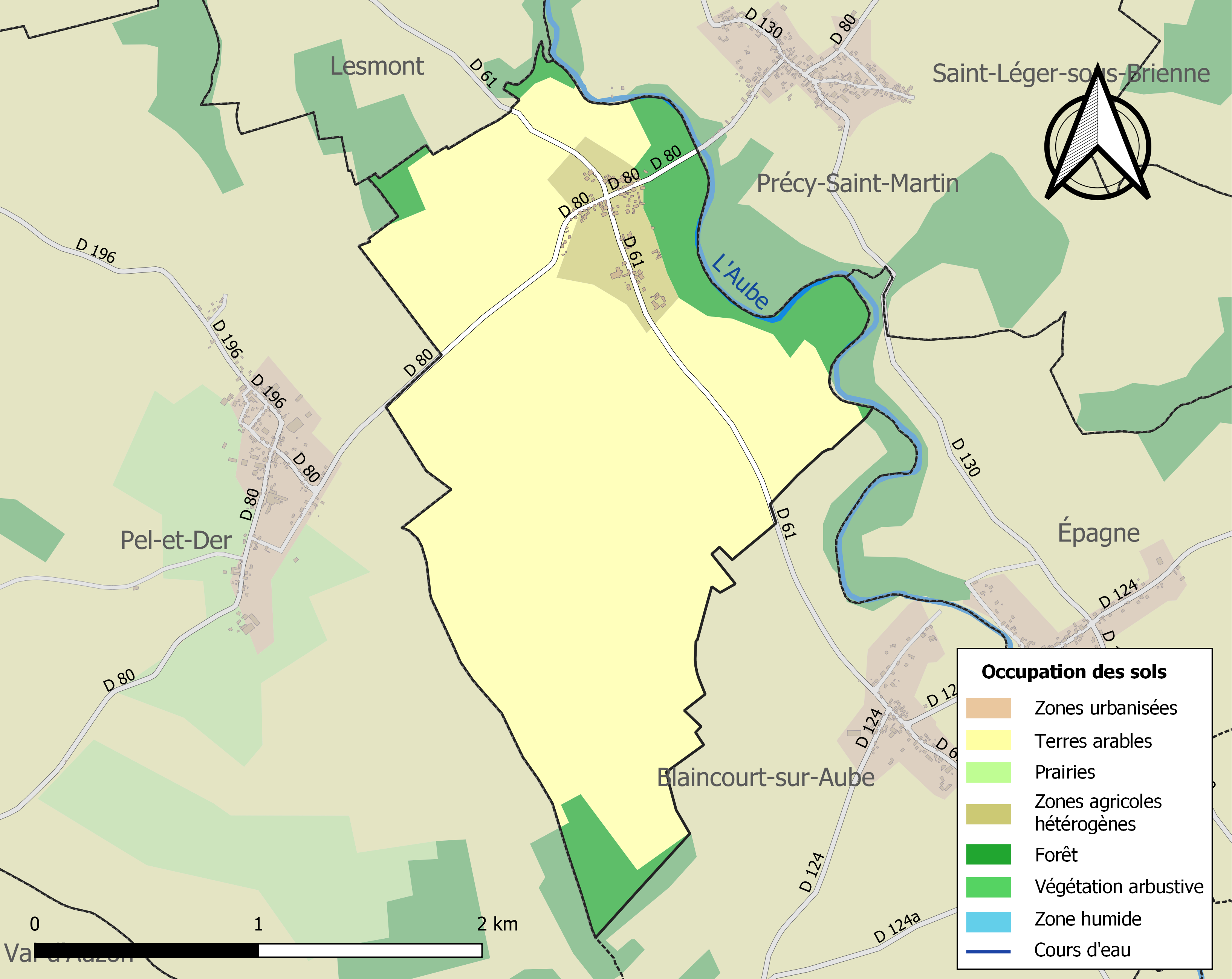
Carte des infrastructures et de l'occupation des sols de la commune en 2018 (CLC).

## Histoire
Précy relevait du comté de Brienne avant de passer à celui de la maison de Luxembourg à la suite du partage des possessions de Brienne et de la création du duché de Piney. En 1606 on peut relever l'appellation fief des moulins de Précy et fief de Lesmont, sans qu'il soit possible de dire quelle partie du fief était pointé.
En 1789, Précy relevait de l'intendance et de la généralité de Châlons, de l'élection de Troyes et du bailliage de Chaumont.

### Maligny
C'était un fief sans justice qui relevait du duché de Piney.

## Politique et administration
| Période                                  | Période  | Identité           | Étiquette | Qualité  |
| ---------------------------------------- | -------- | ------------------ | --------- | -------- |
| avant 1988                               | ?        | Roger Aubry        |           |          |
| mars 2001                                | 2004     | Georges Veniel     |           |          |
| avril 2004                               | 2008     | Mireille Delpeuche |           |          |
| mai 2008                                 | 2014     | Olivier Gibout     |           |          |
| mars 2014                                | En cours | Alain Masson       | DVD       | Retraité |
| Les données manquantes sont à compléter. |          |                    |           |          |

## Démographie
L'évolution du nombre d'habitants est connue à travers les recensements de la population effectués dans la commune depuis 1793. Pour les communes de moins de 10 000 habitants, une enquête de recensement portant sur toute la population est réalisée tous les cinq ans, les populations de référence des années intermédiaires étant quant à elles estimées par interpolation ou extrapolation. Pour la commune, le premier recensement exhaustif entrant dans le cadre du nouveau dispositif a été réalisé en 2006.

En 2022, la commune comptait 68 habitants, en évolution de −17,07 % par rapport à 2016 (Aube : +0,7 %, France hors Mayotte : +2,11 %).
| 1793 | 1800 | 1806 | 1821 | 1831 | 1836 | 1841 | 1846 | 1851 |
| ---- | ---- | ---- | ---- | ---- | ---- | ---- | ---- | ---- |
| 142  | 158  | 160  | 147  | 140  | 143  | 135  | 135  | 162  |

| 1856 | 1861 | 1866 | 1872 | 1876 | 1881 | 1886 | 1891 | 1896 |
| ---- | ---- | ---- | ---- | ---- | ---- | ---- | ---- | ---- |
| 164  | 160  | 158  | 139  | 142  | 135  | 142  | 137  | 119  |

| 1901 | 1906 | 1911 | 1921 | 1926 | 1931 | 1936 | 1946 | 1954 |
| ---- | ---- | ---- | ---- | ---- | ---- | ---- | ---- | ---- |
| 112  | 102  | 99   | 92   | 76   | 75   | 95   | 102  | 101  |

| 1962 | 1968 | 1975 | 1982 | 1990 | 1999 | 2006 | 2011 | 2016 |
| ---- | ---- | ---- | ---- | ---- | ---- | ---- | ---- | ---- |
| 101  | 91   | 91   | 77   | 76   | 68   | 79   | 83   | 82   |

| 2021 | 2022 | - | - | - | - | - | - | - |
| ---- | ---- | - | - | - | - | - | - | - |
| 72   | 68   | - | - | - | - | - | - | - |

## Lieux et monuments
- Église de l'Assomption de Précy-Notre-Dame.

## Héraldique
|  | Les armes de la ville se blasonnent ainsi : D’azur à l’aigle d’argent. |